# Темптріс
Темптріс (англ. Temptress, нар. 18 квітня 1977) — американська порноакторка.

## Біографія
Народилася в Каліфорнії, потім переїхала до Аризони, де танцювала в місцевому стрип-клубі. Пізніше опинилася в Лос-Анджелесі, де працювала в Body Shop. Знялася в порноролику, який потрапив на очі власнику порностудії Wicked Pictures Стіву Оренштайну і він підписав з нею ексклюзивний контракт. З тих пір знялася у безлічі порнофільмів компанії.
У 2001 році в інтерв'ю Мартіна Емісу розповіла, що не планує зніматися в сценах анального сексу, хоча керівництво компанії вмовляє її на це: «Вони продовжують схиляти мене на це. Ви знаєте, як це буває, — просто палець або язик. Або трохи більше — просто голівку. Але я не хочу цього. Раніше я говорила, що не буду зніматися в сценах з еякуляцією на обличчя. Але зараз я знімаюся в таких». Вона також розповіла, що вона більше ні з ким не зустрічається, оскільки це створює проблеми в житті.

## Нагороди та номінації
| Рік  | Премія         | Результат | Категорія | Робота              |
| ---- | -------------- | --------- | --- | ------------------- |
| 1999 | AVN Award      | Номінація | Краща нова старлетка                                                                                                  |                     |
| 2000 | AVN Award      | Номінація | Краща сцена групового сексу, Фільм (з Азелой Антистією, Хершел Севідж і Крісом Кенноном)                              | Trial By Copulation |
| 2000 | Hot d'or Award | Номінація | Краща нова американська актриса                                                                                       | Н/Д                 |
| 2001 | AVN Award      | Номінація | Краща сцена лесбійського порно — Відео (з Брук Хантер, Фелісією, Ейнджел Саммерс, Сідні Стіл, Інарі Веш і Дейзі Чейн) | Car Wash Angels 2   |
| 2001 | AVN Award      | Номінація | Краща сцена парного сексу — Відео (з Ренді Спірсом)                                                                   | Spellbound          |
| 2001 | Hot d'or Award | Номінація | Краща американська акторка                                                                                            | Trial By Copulation |